# ترگلاموس
ترگلاموس (به فرانسوی: Tréglamus) یک کمون در فرانسه است که در Canton of Belle-Isle-en-Terre واقع شده‌است.

## خصوصیات
ترگلاموس ۱۸٫۷۹ کیلومترمربع مساحت و ۹۷۷ نفر جمعیت دارد.